# 梅木恒明
梅木 恒明（うめき・つねあき 1934年3月24日 - 2013年10月29日）は、日本のラグビーフットボール指導者。玖珠農在学中ラグビー部に所属している。当時は二足の草鞋を履いて、複数の部活に所属する事は普通であった。

## 人物
1934年3月24日、大分県玖珠郡玖珠町出身。大分県立玖珠農業高等学校時代は野球部に入り、高校球児として甲子園を目指した経歴を持つ。高校卒業後は法政大学に進学し、法政卒業後に保健体育教師の教員免許を取得するべく日本体育大学に入学した。
教員免許取得後、1961年に私立目黒高等学校に教師として赴任。同校ラグビーフットボール部監督に就任する。同校ラグビーフットボール部監督時代に当時、多摩川べりに在った自宅に部員を下宿させ、毎朝10㎞をランニングさせたり、多摩川の河川敷で真夜中まで練習をさせ、又は梅木の実家がある玖珠町の陸上自衛隊玖珠駐屯地で夏合宿を敢行するなど、「常軌を逸した」（松尾雄治の述懐）猛特訓を行ったという。
梅木が率いた目黒高等学校は、第49回、第52回、第53回、第56回、第59回と全国高等学校ラグビーフットボール大会を制覇し、自らの門下からは水谷眞、松尾雄治、小林日出夫など大学や社会人でも活躍し、ラグビー日本代表にも選ばれた選手を輩出するなど、梅木は高校ラグビー界の名将としてその名を知られた。
1984年にはかつての野球経験を買われて目黒高等学校野球部監督を1年間だけ務めた。
1994年に目黒高等学校を退職し、故郷である大分・玖珠町へ戻った後、医療法人『徳洲会』顧問を務めながらボランティア活動などに取り組む。一方では政治家転身を目指し、自由連合公認で1996年と2000年の衆議院議員総選挙、1998年と2001年の参議院議員通常選挙に出馬し、2010年には地元の玖珠町町長選挙に立候補するなどして積極的に政治活動を展開したが、いずれも落選している。
2013年10月末、大分から孫のラグビー練習を視察するために東京を訪れていたさなかの10月28日朝、電車内で急に意識を消失し、日本大学医学部附属板橋病院に搬送されたが、10月29日午前に心室細動の為に息を引き取った。79歳没。